# Taraconica
Taraconica is een geslacht van vlinders van de familie spinneruilen (Erebidae), uit de onderfamilie Boletobiinae.

## Soorten
- T. aurea Viette, 1968
- T. berioi Viette, 1965
- T. betsimisaraka Viette, 1965
- T. bojeri Viette, 1982
- T. humberti Viette, 1965
- T. isekaly Viette, 1982
- T. novogonia (Berio, 1956)
- T. pauliani Viette, 1982
- T. transversa Berio, 1959
- T. vadonae Viette, 1985